# George Grantham
George Grantham (* 20. listopadu 1947 Cordell, Oklahoma, USA) je americký bubeník a zpěvák. V roce 1968 spoluzaložil skupinu Poco, ve které hrál do roku 1977 a znovu v letech 1988-1990 a 2000-2004. V roce 1968 hrál také na albu Neil Young od Neila Younga.